# ReRe Hello
ReRe Hello (ReReハロ?, ReRe Haro) è un manga scritto e disegnato da Tōko Minami, serializzato sulla rivista Bessatsu Margaret di Shūeisha dal 13 marzo 2013 al 13 settembre 2016. È il sequel del capitolo one-shot Mebuki Kimidori. Un'edizione in lingua italiana è stata curata da Star Comics.
ReRe Hello racconta in 10 capitoli la storia di una ragazza liceale di nome Ririko Hayakawa che, sostituendo suo padre tuttofare al lavoro per via di un imprevisto, incontra e conosce Minato Suo, un ragazzo che subito fa colpo su di lei. I due si rincontreranno più volte per via del malessere del padre di Ririko e si innamoreranno l'un l'altro.

## Personaggi
Ririko Hayakawa (早川 リリコ?, Hayakawa Ririko)
Minato Suō (周防 窪?, Suō Minato)

## Manga
Il manga, scritto e disegnato da Tōko Minami, è serializzato sulla rivista Bessatsu Margaret di Shūeisha dal 13 marzo 2013 al 13 settembre 2016. I vari capitoli sono stati raccolti in undici volumi tankōbon, pubblicati tra il 25 luglio 2013 e il 25 ottobre 2016. In Italia la serie è stata annunciata da Star Comics al Mantova Comics 2015 e pubblicata tra settembre 2015 e ottobre 2017.

### Volumi
| Nº | Data di prima pubblicazione | Data di prima pubblicazione | Data di prima pubblicazione | Data di prima pubblicazione |
| Nº | Giapponese                  | Giapponese                  | Italiano                    | Italiano                    |
| -- | --------------------------- | --------------------------- | --------------------------- | --------------------------- |
| 1  | 25 luglio 2013              | ISBN 978-4-08-845072-8      | 24 settembre 2015           | ISBN 978-88-6920-465-4      |
| 2  | 25 novembre 2013            | ISBN 978-4-08-845132-9      | 25 novembre 2015            | ISBN 978-88-6920-562-0      |
| 3  | 25 marzo 2014               | ISBN 978-4-08-845182-4      | 24 febbraio 2016            | ISBN 978-88-6920-698-6      |
| 4  | 25 luglio 2014              | ISBN 978-4-08-845241-8      | 20 aprile 2016              | ISBN 978-88-6920-877-5      |
| 5  | 25 novembre 2014            | ISBN 978-4-08-845302-6      | 22 giugno 2016              | ISBN 978-88-226-0055-4      |
| 6  | 25 febbraio 2015            | ISBN 978-4-08-845348-4      | 24 agosto 2016              | ISBN 978-88-226-0210-7      |
| 7  | 25 giugno 2015              | ISBN 978-4-08-845402-3      | 26 ottobre 2016             | ISBN 978-88-226-0338-8      |
| 8  | 23 ottobre 2015             | ISBN 978-4-08-845466-5      | 22 febbraio 2017            | ISBN 978-88-226-0481-1      |
| 9  | 25 febbraio 2016            | ISBN 978-4-08-845527-3      | 24 maggio 2017              | ISBN 978-88-226-0585-6      |
| 10 | 24 giugno 2016              | ISBN 978-4-08-845595-2      | 23 agosto 2017              | ISBN 978-88-226-0673-0      |
| 11 | 25 ottobre 2016             | ISBN 978-4-08-845652-2      | 25 ottobre 2017             | ISBN 978-88-226-0744-7      |